# Ochranné léčení
Ochranné léčení je ochranným opatřením, které se ukládá pachatelům činu jinak trestného, které není možné stíhat pro jejich nepříčetnost, duševní poruchu či užívání návykových látek a/nebo pachatelům, kteří jsou trestně odpovědní a svůj čin spáchali ve stavu vyvolaném duševní poruchou a jejich pobyt na svobodě je nebezpečný, nebo pachatelům, kteří zneužívají návykovou látku a spáchali trestný čin pod jejím vlivem nebo v souvislosti s jejím zneužíváním. Ochranné léčení je v českém právu upraveno v trestním zákoníku (zákon č. 40/2009 Sb.) a také v trestním řádu (zákon č. 141/1961 Sb.).

## Účel ochranného léčení
Účel ochranného léčení spočívá v terapeutickém vlivu na pachatele, především ve snaze zmírnit či odstranit rizikové faktory vedoucí k nebezpečnosti pachatele. Ochranné opatření by mělo vést k ochraně společnosti před nebezpečnými osobami. Jedná se o osoby závislé na omamných látkách či trpícími duševnímu poruchami.

## Ukládání ochranného léčení
Ochranné léčení je ukládáno podle § 99 trestního zákoníku, a to buď obligatorně (povinně) na základě odst. 1 nebo fakultativně podle odst. 2 tohoto ustanovení. 
Obligatorně uložená léčba je určena:
- osobě, která spáchala čin jinak trestný, ale z důvodu nepříčetnosti není trestně odpovědná,
- pachateli, u něhož soud upustil od potrestání, protože spáchal trestný čin ve stavu zmenšené příčetnosti,
- pachateli, který spáchal trestný čin ve stavu vyvolaném duševní nemocí.

Fakultativně je léčbu možné uložit:
- pachateli, který čin spáchal v souvislosti s užíváním, nebo pod vlivem návykových látek,
- kdy pachatel spáchal trestný čin ve stavu duševní poruchy a jeho případný pobyt na svobodě je nebezpečný.

Ochranné léčení lze uložit jako samostatné ochranné opatření, když jde o osobu, která pro svou nepříčetnost není trestně odpovědná, ale současně by svým pobytem na svobodě byla nebezpečná okolí. V jiných případech se ochranné léčení ukládá vedle trestu odnětí svobody. Jeho vykonání je možné před nebo po výkonu trestu odnětí svobody, podle toho v jakém případě se lépe zajistí naplnění účelu ochranného léčení.

## Výkon a délka ochranného léčení
Soud ukládá ochranné léčení ambulantní, nebo ústavní formou. Forma výkonu se volí vzhledem k povaze a závažnosti nemoci a také léčebným možnostem. Pro rozhodnutí jsou důležité znalecké posudky, odborná vyjádření týkající se duševního stavu obviněného a zprávy ošetřujícího lékaře. Konečný verdikt je v rukou soudce. Podle § 99 odst. 5 trestního zákoníku může být soudem dodatečně změněno ambulantní léčení na ústavní či naopak. Zákonem není stanoven časový interval těchto změn. 
Při splnění podmínek stanovených § 100 odst. 1 a 2 trestního zákoníku může soud nařídit zabezpečovací detenci. Zatímco ochranné léčení je poskytováno v běžných psychiatrických léčebnách, zabezpečovací detence je poskytována jen v ústavech střežených vězeňskou službou. Jde o případy, kdy ochranné léčení zjevně neplní svůj účel (hrozí útěk pachatele ze zdravotnického zařízení, násilí na ošetřujícím personálu apod.).
Délka ochranného léčení je stanovena individuálně, vždy však na dobu, po kterou to vyžaduje jeho účel. Ústavní ochranné léčení může podle trestního zákoníku trvat maximálně dva roky. V případě nenaplnění účelu ochranného léčení může po přezkoumání dojít, a to i opakovaně, k prodloužení ochranného léčení, pokaždé nejdéle o dvě léta. Tímto opakovaným prodlužováním je možné ochranné léčení takřka neomezeně prodlužovat.

## Zařízení poskytující ochranné léčení
V České republice se v současné době ochranná léčba neprovádí ve specializovaných zařízeních. Ambulantní i ústavní péči zajišťuje čtrnáct psychiatrických nemocnic (šest sexuologické léčení, třináct psychiatrické léčení). Psychiatrické nemocnice pro ústavní ochranné léčení se nacházejí v Praze, Kosmonosech, Červeném Dvoře, Lnářích, Dobřanech, Horních Beřkovicích, Petrohradě, Havlíčkově Brodě, Jihlavě, Brně, Bílé Vodě u Javorníku, Šternberku, Kroměříži a Opavě.
Podle šetření konaného v období 2017–2019 ombudsmankou Annou Šabatovou bylo zjištěno, že ochranné léčení nefunguje dostatečně. Jedná se jak o pohled na bezpečnost společnosti, tak o potřebné zajištění kvalitní a odborné péče o nemocné. Ze zákazu špatného zacházení a práva na ochranu fyzické a psychické integrity (jak jsou zakotveny v Úmluvě o ochraně lidských práv a základních svobod, článek 5), plyne státu povinnost zakotvit právní a administrativní rámec poskytování zdravotních služeb a zbavení svobody. Zákonný podklad je vůbec podmínkou oprávněnosti zásahů do svobody a integrity člověka ze strany orgánů státní moci. Splnění těchto podmínek naráží na fakt, že právní úprava ochranné péče je obsažena ve více předpisech a dle výzkumu pro některé oblasti zcela chybí. Ochranné léčení podle této zprávy nedokáže plnit původní účel a má spíše charakter detence.
Hlavní nedostatky ochranného léčení jsou:
- Mezery v právní úpravě výkonu ochranného léčení
- Přerušení ochranné péče není přesně upraveno
- Nedobrovolná hospitalizace pachatelů
- Nedostatečnost administrativního rámce ochranného léčení
- Není stanovena kapacita ani dostupnost lůžek pro ochranné léčení
- Zajištění bezpečnosti je ponecháno na jednotlivých nemocnicích
- Jsou zásadní obtíže při výkonu ochranného léčení u dětí
- Chybí evidence pacientů v ochranném léčení
- Systémové překážky brání uplatnění subsidiarity ústavní formy léčby
- Pro hodnocení nebezpečnosti neexistují žádná usměrnění
- Obsah a forma zpráv a procesních návrhů nemocnic nejsou jednotné
- Zabezpečovací detencí nelze řešit problémy ochranného léčení
- Soudy jsou v rozhodování nejednotné
- Chybí odborný standard
- Chybí koncepce ochranné léčby

Na základě této zprávy byla Ministerstvu zdravotnictví navrhnuta tato doporučení:
- urychleně připravit legislativní návrhy komplexně upravující ochranné léčení
- zpracovat koncepci ochranného léčení
- sjednotit postup zdravotníků při hodnocení náplně účelu ochranného léčení
- připravit ukotvený plán zlepšení personální situace
- vymezit podmínky dozoru státního zastupitelství nad výkonem ochranné péče